# Новое Усманово
Новое Усманово — село в Камышлинском районе Самарской области. Административный центр и единственный населенный пункт сельского поселения Новое Усманово.

## География
Находится на реке Сок на расстоянии примерно 11 километров по прямой на восток от районного центра села Камышла.

## История
Основано в 1782 году. В 1895 году учтено 158 дворов,1040 жителей и 2 мечети. Ранее отмечалось (1872 год), что население представляет собой тептярей, поселенных на казенных землях.

## Население
Постоянное население составляло 1444 человека (татары 89%) в 2002 году, 1360 в 2010 году.

## Религия
В селе две мечети